# Ляденко, Анатолий Никитович
Анатолий Никитович Ляденко (1923—1987) — Гвардии старшина Рабоче-крестьянской Красной Армии, участник Великой Отечественной войны, Герой Советского Союза (1945).

## Биография
Анатолий Ляденко родился 4 мая 1923 года в селе Краснополь (ныне — Чудновский район Житомирской области Украины). После окончания четырёх классов школы работал коногоном на шахте в Донбассе. В мае 1941 года Ляденко был призван на службу в Рабоче-крестьянскую Красную Армию. С июня того же года — на фронтах Великой Отечественной войны. К январю 1945 года гвардии сержант Анатолий Ляденко командовал отделением танкодесантной роты моторизованного батальона автоматчиков 53-й гвардейской танковой бригады 6-го гвардейского танкового корпуса 3-й гвардейской танковой армии 1-го Украинского фронта. Отличился во время освобождения Польши.
15 января 1945 года отделение Ляденко вело разведку в районе польского населённого пункта Щиты. У окраины Щитов оно было обнаружено противником и окружено. Ляденко удалось организовать прорыв из вражеского кольца и доставить командованию важные данные о противнике. Несколько дней спустя в составе взвода автоматчиков Ляденко переправился через Варту и принял активное участие в боях за захват и удержание плацдарма. Во время боёв за расширение плацдарма он лично уничтожил 1 танка и 30 солдат и офицеров противника, сам был тяжело ранен и отправлен в госпиталь.
Указом Президиума Верховного Совета СССР от 10 апреля 1945 года за «героизм и мужество, проявленные в боях с немецкими захватчиками при освобождении Польши» гвардии сержант Анатолий Ляденко был удостоен высокого звания Героя Советского Союза с вручением ордена Ленина и медали «Золотая Звезда» за номером 8141.
После окончания войны в звании старшины Ляденко был демобилизован. Вернулся в родное село. Активно занимался общественной деятельностью. Скончался 10 октября 1987 года.
Был также награждён орденами Красного Знамени и Отечественной войны 1-й степени, рядом медалей.